# در شب می‌آید
در شب می‌آید (انگلیسی: It Comes at Night) یک فیلم وحشت روان‌شناختی آمریکایی که در سال ۲۰۱۷ منتشر شد و تری ادوارد شالتس نویسنده و کارگردان آن بود. از بازیگران آن می‌توان به جوئل اجرتون، کریستوفر ابوت، کارمن اجوجو و رایلی کیئو اشاره کرد.
این فیلم در ۲۹ آوریل ۲۰۱۷ در جشنواره فیلم چشم‌انداز در کوه هود، اورگن و در ۱۹ ژوئن ۲۰۱۷ در ایالات متحده، توسط ای۲۴ منتشر شد. این فیلم توانست نظر مثبت منقدان را کسب کند و در باکس آفیس با ۱۹ میلیون دلار درآمد موفق ظاهر شد.

## داستان
یک بیماری واگیردار شیوع پیدا کرده‌است. پل و سارا و پسرشان تراویس همراه با باد، پدر سارا، در خانه‌ای در جنگل بدون برق و به دور از مردم زندگی می‌کنند. پل تمام ورودی‌های خانه را مسدود کرده و فقط یک در قرمز برای ورود و خروج به خانه است که در مواقع ضروری از آن عبور می‌کنند و در مواقع دیگر در قفل است. باد بیمار شده و می‌میرد. خانواده نیز برای اینکه بیماری نگیرند ماسک به صورت زده و جسد را می‌سوزانند. در یک شب ویل به خانه آن‌ها می‌آید و قصد دارد در قرمز را بشکند و وارد شود اما خانواده پل متوجه شخص غریبه می‌شوند و ویل را می‌گیرند، به جنگل برده و چند روز او را به یک درخت می‌بندند تا متوجه شوند که بیمار نیست. ویل به پل می‌گوید نمی‌دانسته که هیچ شخصی در خانه زندگی می‌کند و برای یافتن آب آشامیدنی آمده‌است تا برای خانواده‌اش ببرد. ویل به پل می‌گوید که چند بز و مرغ دارد. سپس پل و سارا تصمیم می‌گیرند تا ویل همسرش کیم و پسرشان اندرو را به خانه آن‌ها آورده تا با هم زندگی کنند. بعد از چند شب تراویس اندرو را در اتاق باد پیدا کرده و او را به اتاق خودشان می‌فرستد و در این حین متوجه می‌شود که در قرمز باز است. پل و ویل به سمت در رفته و متوجه می‌شوند استنلی (سگ تراویس) کشته شده‌است. پس از آن پل بعد از بررسی خانه و در، یک جلسه گذاشته و به ویل می‌گوید بهتر است تا چند روز هر خانواده در اتاق جداگانه بمانند و همدیگر را نبینند. یک شب بعد تراویس از صدای خانواده ویل متوجه می‌شود که اندرو بیمار شده‌است و ماجرا را به پدر و مادر خود می‌گوید؛ بنابراین پل و سارا ماسک زده و دستکش می‌پوشند و می‌روند تا خانواده ویل را از خانه بیرون کند اما ویل روی پل اسلحه می‌کشد سپس پل با کمک سارا اسلحه را از ویل می‌گیرد و با هم خانواده ویل را بیرون می‌کنند. بیرون از خانه ویل با پل درگیر می‌شود و سارا به ویل شلیک می‌کند و ویل کشته می‌شود. کیم و اندرو فرار می‌کنند اما پل شلیک می‌کند و کیم و اندرو را می‌کشد. تراویس نیز که به اندرو دست زده بود بیمار می‌شود و می‌میرد.

## بازیگران
- جوئل اجرتون به عنوان پل، شوهر سارا و پدر تراویس
- کریستوفر ابوت به عنوان ویل، شوهر کیم و پدر اندرو
- کارمن اجوجو به عنوان سارا، همسر پل و مادر تراویس
- کلوین هریسون جونیور به عنوان تراویس، پسر پل و سارا
- رایلی کیئو به عنوان کیم، همسر ویل و مادر اندرو
- گریفین رابرت فاکنر به عنوان اندرو، پسر ویل و کیم
- دیوید پندلتون به عنوان باد، پدر سارا و پدربزرگ تراویس
- چیس جولیت و میک اورورک به عنوان مردانی که به پل و ویل حمله می‌کنند.